# Oonops propinquus
Oonops propinquus är en spindelart som beskrevs av Margareta Dumitrescu och C.Constantin Georgescu 1983. Oonops propinquus ingår i släktet Oonops och familjen dansspindlar.
Artens utbredningsområde är Kuba. Inga underarter finns listade i Catalogue of Life.